# Isla del Cerrito
Isla del Cerrito è un comune (municipio) dell'Argentina situato nel dipartimento di Bermejo, in provincia di Chaco.
Il territorio comunale comprende l'omonima Isla del Cerrito, isola fluviale posta alla confluenza tra il Paraguay e il Paraná, le isole Guascara, Brasilera e Bosnia nel Paraná, nonché le isole Mborebí e Carpincho nel riacho Ancho.